# Pedro Juan Caballero
Pedro Juan Caballero de Añazco y García de Otazú (Tobatí; 29 de junio de 1786–Asunción, Paraguay; 13 de julio de 1821) fue un militar paraguayo que participó en el movimiento que inició la Independencia de Paraguay. En su honor, la ciudad capital del departamento Amambay lleva su nombre. En los documentos que llevan su firma su apellido figura con "V" .
Pedro Juan Caballero era más joven que otros integrantes de la llamada Revolución de Mayo: tenía seis años menos que Fulgencio Yegros y veinte menos que el doctor Gaspar Rodríguez de Francia.
Se lo involucró o participó en la Conspiración del año 20 (1820) contra el gobierno del doctor Francia y se suicidó en su celda el 13 de julio de 1821.

## Infancia y juventud
Nació en el año 1786, en las cercanías del pueblo de Tobatí, ubicado en el actual III Departamento de la Cordillera, Paraguay. Era hijo del comandante del ejército real, don Luis Caballero de Añazco, y de doña Lucía García. 
La historiadora académica Concepción Leyes de Chaves dice al respecto: “descendía de una antigua y acaudalada familia, los Cavalleros de Añasco que habían dado a la provincia hombres de primera fila” (1959) y por su parte el escritor Manuel Riquelme escribe: “Pedro Juan Cavallero, que pertenecía a la noble familia de los Cavallero de Bazan [...]” (1932).
No obstante el profesor, historiador, genealogista, Pedro Antonio Alvarenga Caballero aseveró que esto no implicaba ninguna contradicción puesto que ambos apellidos designaban a dos ramas de un mismo tronco.
Realizó sus estudios en el Real Colegio Seminario de San Carlos, en la ciudad de Asunción.

## Trayectoria militar
Participó en las dos batallas que se libraron contra la expedición militar enviada por la Junta Provisoria de Buenos Aires al mando del doctor Manuel Belgrano que invadió la provincia rumbo a Asunción con el objetivo de someterla. El 19 de enero de 1811, se libró la batalla en Paraguarí que resultó en un rechazo de Belgrano, que tuvo que  retirarse hacia el sur.
El 9 de marzo de 1811 se libró la segunda batalla a orillas del río Tacuarí donde Belgrano se había fortificado a la espera de refuerzos desde Buenos Aires. Como consecuencia del resultado desfavorable  de la misma Belgrano tuvo que solicitar la capitulación, que le fue concedida, con la obligación de cruzar en 24 horas el Paraná hacia Candelaria con el resto de sus fuerzas.

## El golpe
El gobernador español Bernardo de Velasco, enterado de la actividad política que realizaba un grupo de criollos contra su gobierno, entró en conversaciones con los portugueses para recibir ayuda militar. Ante esta novedad, el doctor Francia instó a acelerar el movimiento juntista sin que se esperara la llegada de las tropas de Fulgencio Yegros desde el sur. La noche del 14 de mayo, después del toque de queda, el capitán Mauricio José Troche y un grupo de conjurados se dirigieron al Cuartel de la Plaza donde se encontraban de guardia, al frente de un contingente de 34 curuguateños, los capitanes de urbanos Vicente Ignacio Iturbe, Juan Bautista Rivarola y Pedro Juan Caballero que pertenecían al mismo grupo.
El cuartel se convirtió en el centro de la sedición. Fueron puestos en libertad los presos políticos, se prepararon las armas, se tomaron medidas de seguridad y se enviaron emisarios al interior para apurar la presencia en Asunción de Fulgencio Yegros y Manuel Atanasio Cabañas. 
Simultáneamente las campanas de la Catedral, tocadas a rebato por Doña Juana María de Lara, dieron la señal de que ya estaba en marcha el golpe, y por toda la ciudad corrió el grito de: ¡alboroto en la Plaza!. Varias personas, partidarias del gobernador, trataron de ingresar al cuartel sin poder hacerlo. 
A medianoche, Vicente Ignacio Iturbe se presentó en la residencia del gobernador español llevando una nota en la que los conjurados exponían que: 

«En atención a que la Provincia esta cierta de que habiéndola defendido a costa de su sangre, de sus vidas y de sus haberes del enemigo que la atacó: ahora se va a entregar a una potencia extranjera, que no la defendió con el más pequeño auxilio, que es la potencia portuguesa; Este cuartel de acuerdo con los oficiales patricios y demás soldados no pueden menos que defenderla con los mayores esfuerzos...»

 exigiendo:
- “La entrega de la plaza, todo el armamento y las llaves del Cabildo”.
- “El gobernador Velasco seguiría en el gobierno, pero asociado a dos diputados nombrados por los oficiales del cuartel”.

Como el gobernador Bernardo de Velasco no aceptó las condiciones impuestas por los sediciosos, estos sacaron las tropas a la plaza y colocaron seis cañones, dos de ellos apuntando a la casa de gobierno. Vicente Ignacio Iturbe fue portador de una nueva intimación, estableciendo un plazo breve para la respuesta. El gobernador Velasco se opuso a todo derramamiento de sangre, y saliendo a la puerta expresó: “Si es por el mando, yo entrego el bastón”. Al conocerse la resolución del gobernador Velasco, el pueblo sintió gran alegría.

## Hacia la independencia
En el Bando del 17 de mayo de 1811, de cuyas 8 firmas las dos primeras son, significativamente, de Pedro Juan Caballero y Gaspar Rodríguez de Francia, se comunica a la población que el gobernador intendente Bernardo de Velazco ha convenido con el comandante y oficiales del Cuartel gobernar conjuntamente con el doctor Francia y el capitán Zevallos «hasta tanto que en unión con los demás vecinos de la Provincia se establezca el régimen y forma de Gobierno que debe permanecer y observarse en lo sucesivo».
Así, en la madrugada del 15 de mayo de 1811 se puso en marcha el largo proceso independentista que expresó, casi en soledad, Gaspar Rodríguez de Francia, diez meses antes, en el congreso del 24 de julio de 1810. Posteriormente y con el mismo argumento de la connivencia entre Velazco y los portugueses se procedió a su detención quedando el gobierno a cargo del doctor Francia y el capitán Juan Valeriano Zevallos.
El Congreso General reunido el 20 de junio de 1811, presidido por el doctor Francia, Juan V. Zevallos y Pedro Juan Caballero, determinó la conformación de la Primera Junta Superior Gubernativa. Esta Junta estaba compuesta por Fulgencio Yegros, como Presidente, e integrada por José Gaspar Rodríguez de Francia, Pedro Juan Caballero, Francisco Javier Bogarín, y Fernando de la Mora como vocales. El informe de Francisco das Chagas Santos elevado desde San Borja a Diego de Souza, el 23 de octubre de 1811, dice «que el mismo Francia, dio a Mariano Molas un papel en que indicaba los individuos que debían ser vocales de la Junta e insinuaba a los oficiales del Cuartel [cuyo comandante era Caballero] que cuando Molas leyese dicho papel aplaudiesen todos aprobando la propuesta...». Pedro Juan Caballero no figuró entre los firmantes del acta final del Congreso General aunque si consta su firma el día de la apertura y las dos sesiones siguientes.

## Vocal de la Junta
El mejor o peor desempeño de la Junta estuvo signado por la presencia o ausencia de su más capacitado integrante: el doctor Francia. En su primer retiro de la Junta, Caballero gestionó para que volviera. No ocurrió lo mismo en la segunda oportunidad. 
La Junta inició una serie de reformas como las que siguen:
- En el mes de enero de año 1812 se creó la Academia Militar.
- La cátedra de Matemáticas y la Sociedad Patriótica Literaria, organismo que dirigió a partir de entonces la instrucción pública.
- Se reabrió el Seminario y se compraron libros en Buenos Aires para fundar una Biblioteca Pública.
- El antiguo Real Colegio Seminario de San Carlos asumió el gravamen de costear al maestro y de esta manera se implantó la enseñanza gratuita y obligatoria.
- Se reglamentó el funcionamiento de las escuelas primarias, se dictó instrucciones para los maestros y se prohibieron los castigos corporales.
- En lo económico se comenzó a promover la agricultura, el comercio, la navegación y el poblamiento del Chaco.
- Desde el punto de vista judicial se dispuso que las apelaciones se realizaran ante la Junta y no ante la Audiencia de Buenos Aires, solicitando a esa institución la remisión de todas las causas criminales y civiles originadas en el Paraguay. El Triunvirato de Buenos Aires accedió a dicha demanda.

## Actividad política durante el Consulado
Caballero, como integrante de la elite criolla ligada a la explotación de la yerba mate, consideró que el ascenso del doctor Francia al gobierno unipersonal y la política socioeconómica que venía desarrollando durante el Consulado, podía afectar los intereses de su clase. Por tal razón creó un grupo opositor conjuntamente con Juan Manuel Gamarra y José Teodoro Fernández. Intentó sumar al cónsul Fulgencio Yegros. Este se negó y juntamente con Francia firmó el auto de fecha 26 de septiembre de 1814 que ordenaba que los mencionados, en un plazo de 3 días, debían abandonar Asunción y retirarse a sus respectivas casas en el interior de la República y no volver sin una autorización expresa del gobierno. Con esto se evitó que interfirieran negativamente en el Congreso que se reunió 8 días después y que declaró al doctor Francia  Dictador Supremo por un plazo de 5 años.

## Comerciante durante la Dictadura
Un desagradable incidente ocurrió el 23 de noviembre de 1816. Habiendo atracado una embarcación con un cargamento de yerba mate de su propiedad, Pedro Juan Caballero intentó utilizar los peones de la Aduana para descargar la embarcación. El funcionario León Recalde, teniente del Resguardo, se opuso a esa solicitud por lo que Caballero envió una nota al doctor Francia, recientemente nombrado Dictador Perpetuo, solicitando su intervención. En la misma justificaba su pedido diciendo que la nave tenía un rumbo de agua que podía dañar toda la carga si no era descargada rápidamente. Dada la urgencia, Francia ordenó la descarga. Cuatro días después, el funcionario del puerto envió una detallada nota, avalada por testigos, donde expresó que no existió la tal avería, que la mercadería no se mojó ni se iba a mojar en absoluto y que él había rechazado previamente la oferta de Caballero de un tercio de yerba como pago del servicio que solicitaba y que no correspondía realizar. La recta actitud de este ignoto funcionario frente a las pretensiones de un prestigioso exvocal de la Junta y poderoso comerciante puede tomarse como un ejemplo de la administración del Estado durante la época francisca. Habiendo sido burlado en su buena fe, el doctor Francia respondió enigmática e impersonalmente a su funcionario escribiendo en la presentación: "Téngase presente para lo sucesivo".

## La Semana Santa de 1820 y los fusilamientos de 1821
Los últimos días de la Semana Santa de 1820 estaban fijados para iniciar un movimiento sedicioso que debía comenzar con el asesinato del doctor Francia durante su habitual recorrido  a caballo. El gobierno supo de ella el martes santo, fecha en la que comenzaron los arrestos. Una treintena de conspiradores cayeron en prisión, entre ellos Fulgencio Yegros, al que el gobierno había ordenado en el mes de enero que viniera a vivir en Asunción debido a las continuas "reuniones" que se hacían en su estancia. Pedro Juan Caballero recién fue apresado seis meses después. Según Wisner los fusilamientos de julio de 1821 (trece meses después de la abortada conspiración) se debieron a una carta que el lugarteniente del entrerriano Ramírez envió a Caballero en la que prometía ayuda a los conspiradores y que fue interceptada por el gobierno. Caballero, días antes de iniciarse los fusilamientos, se suicidó.
Según el doctor Francia, tanto Caballero como el comerciante Tomás Berjes habían hecho previamente un importante acopio de yerba mate asumiendo que luego del triunfo de la conspiración del año 20 el precio subiría y lo podían exportar con mayor ganancia al Río de la Plata. Se cuenta que en la celda dejó escrito con su propia sangre, o con carbón como sostiene Rengger: "Sé que el suicidio va contra las leyes de Dios y de los Hombres, pero la sed de sangre del Tirano de mi Patria no ha de aplacarse con la mía".